# Ulica Gocławska w Warszawie
Ulica Gocławska – jedna z ulic warszawskiego osiedla Kamionek w dzielnicy Praga-Południe, biegnąca od ul. Grochowskiej do ul. Mińskiej.

## Historia
Wytyczona przed rokiem 1890 ulica Gocławska obecną nazwę otrzymała w roku 1891, wraz z przyłączeniem Kamionka do Warszawy. Jej dzieje związane są ściśle z historią stołecznego przemysłu: od roku 1897 pod nr. 7/9/11 działała duża fabryka Berlińskiego Towarzystwa Akcyjnego produkująca gumowe obuwie; po roku 1909 zabudowania zmieniły właściciela - stało się nim Duńskie Towarzystwo Akcyjne. Zmienił się też profil działalności: po tym okresie w zakładach wytwarzano margarynę i przerabiano nasiona roślin oleistych.
W roku 1924 fabrykę zakupiło Warszawsko-Ryskie Towarzystwo Akcyjne i po rozbudowie zakładu od roku 1928 rozpoczęła swą działalność Warszawsko-Ryska Fabryka Wyrobów Gumowych „Rygawar”, zatrudniająca 600 osób. Po nacjonalizacji firma działa jako Stomil.
Zabudowę ulicy stanowiły początkowo domy drewniane; w roku 1911 parcelę u zbiegu z ul. Grochowską zakupiły zakłady elektrotechniczne „Bracia Borkowscy S.A.”, zatrudniające przed wybuchem II wojny światowej ok. 1000 osób. Firma specjalizowała się w produkcji domowej aparatury grzewczej, ale wytwarzała także oporniki oraz montowała radioodbiorniki marki Philips.
Przyporządkowane numeracji ul. Grochowskiej zakłady po roku 1945 działały pod nazwą Wytwórnia Sprzętu Komunikacyjnego „Grochów”, od roku 1966: Wytwórnia Sprzętu Komunikacyjnego „Delta - Warszawa II”. Najważniejszym zakładem była jednak działająca na Gocławskiej od roku 1921 Fabryka Aparatów Elektrycznych Kazimierza Szpotańskiego i S-ka. Zakłady produkowały aparaty wysokiego i niskiego napięcia; urządzenia dźwigowe i trakcyjne, a także pomiarowe.
Firma zatrudniająca 1500 osób otworzyła w roku 1939 oddział w Międzylesiu; została znacjonalizowana i po roku 1948 znana była w PRL pod nazwą Zakładów Wytwórczych Aparatury Wysokiego Napięcia Zakłady Wytwórcze Aparatury Wysokiego Napięcia ZWAR. Sam Kazimierz Szpotański, otrzymawszy początkowo posadę dyrektora firmy, został wkrótce zmuszony do jej opuszczenia. Po roku 1990 ZWAR został sprzedany spółce ABB i funkcjonował pod nazwą ABB ZWAR. Na terenie przedsiębiorstwa mieści się obecnie Uniwersytet SWPS.
W okresie 1939–1945 ulica nie została mocno zniszczona; w zasadzie ucierpiały jedynie zabudowania „Rygawaru”, odbudowane wkrótce po wojnie.

## Ważniejsze obiekty
- Uniwersytet SWPS